# Schloßberg 7 (Quedlinburg)

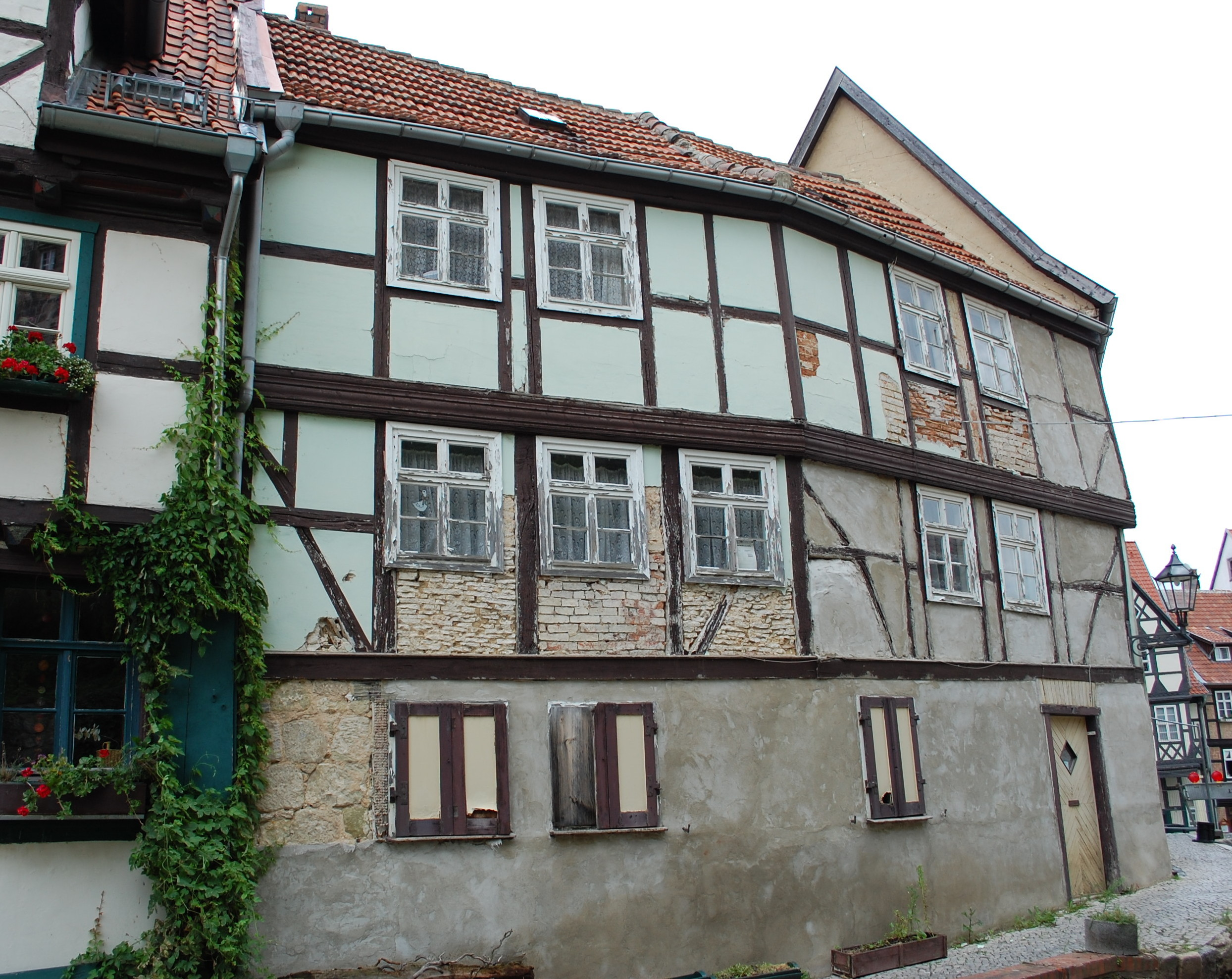
Haus Schloßberg 7

Das Haus Schloßberg 7 ist ein denkmalgeschütztes Gebäude in der Stadt Quedlinburg in Sachsen-Anhalt.

## Lage
Es befindet sich westlich des Quedlinburger Schloßbergs im Stadtteil Westendorf. Das Haus ist im Quedlinburger Denkmalverzeichnis als Wohnhaus eingetragen und gehört zum UNESCO-Weltkulturerbe. Links grenzt das gleichfalls denkmalgeschützte Haus Schloßberg 6 an.

## Architektur und Geschichte
Das Fachwerkhaus dürfte etwa in der Zeit um das Jahr 1800 entstanden sein. Es steht, dem Straßenverlauf folgend, auf einem abknickenden Grundstück. Die Fachwerkfassade verfügt über eine stark profilierte Stockschwelle mit einer vorgeblendeten Bohle.